# 风石堰镇
风石堰镇，是中华人民共和国湖南省衡陽市祁东县下辖的一个乡镇级行政单位。

## 行政区划
风石堰镇下辖以下地区：
堰寺社区、风石堰村、庙湾村、杉铺村、曾家村、吕家村、永和村、莲花村、四塘村、大高村、雄飞村、仙神井村、陡岭村、杨柳村、道头村、城楼村、大坪村、读书村、紫冲村、晏家村、将军村、云华村、曹家村、中华山村、龙湾村、毛坪村、易家桥村、黎照村、毕花村、画眉村、合心村、先锋村、沙井村、和平村、新铺子村、邓公村、观音坪村、松山村、推车村、田家村、花屋村、官福村、青冲村、元木村和山溪村。

## 中国传统村落
2013年8月，沙井老屋被评为第二批中国传统村落。